# 창빈향

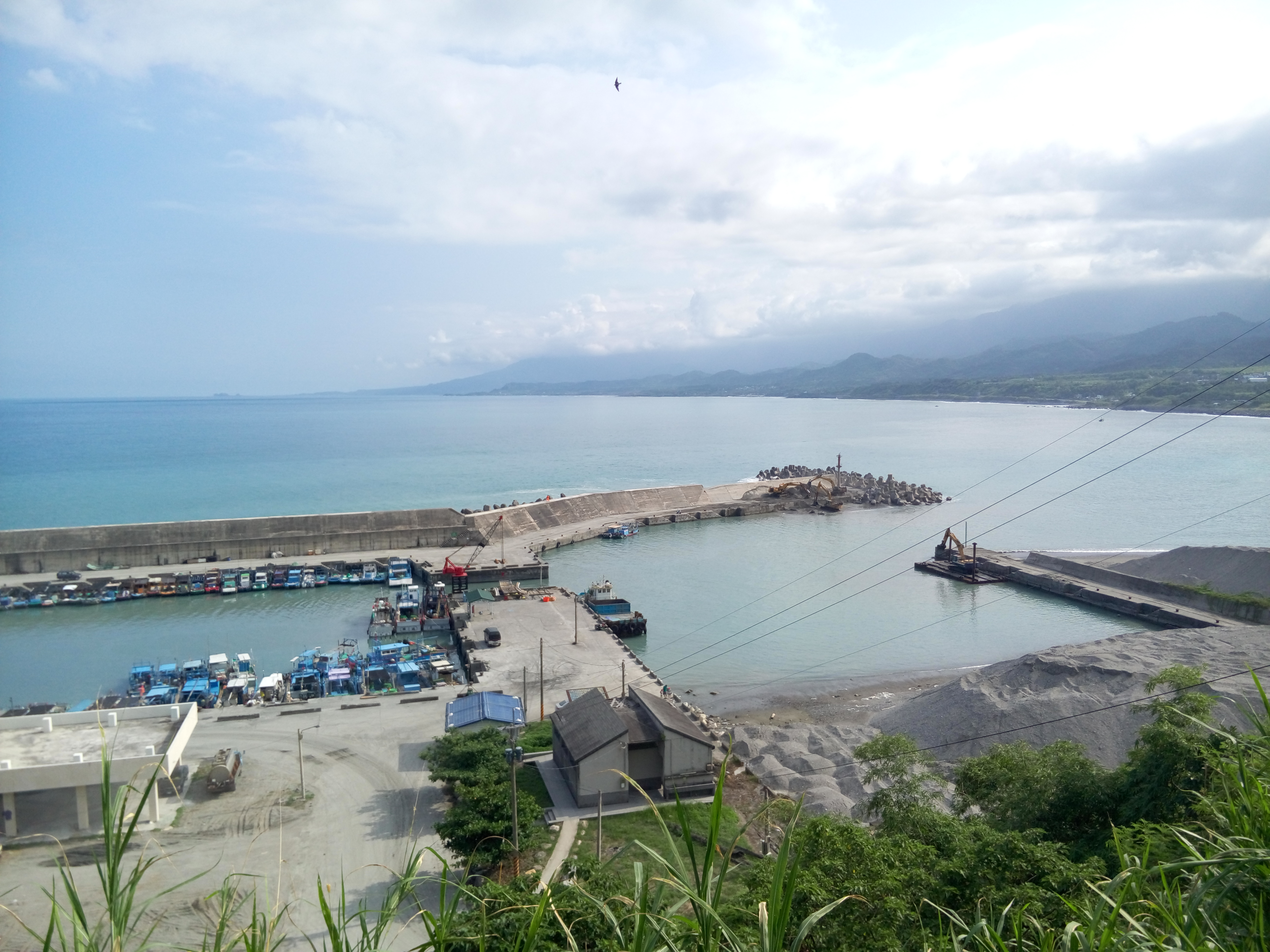

창빈향(한국어: 장빈향, 중국어: 長濱鄉, 병음: Chángbīn Xiāng)은 중화민국 타이둥 현의 향이다. 넓이는 155.1868km2이고, 인구는 2015년 8월 기준으로 7,625명이다.

## 지리
창빈 향은 타이둥 현 북동단에 위치하고 북쪽은 화롄 현 펑빈 향과 서쪽은 화롄 현 위리 진, 푸리 향과 남쪽은 청궁 진과 각각 접하고 동쪽은 태평양에 접하고 있다. 산지를 배후로 바다와 접하고 있으며 구릉 지대를 중심으로 한 지세이다. 주민의 상당 수는 아메이족이며 그 밖에 부눈족, 카발란족, 평포족 등도 분포하고 있다.

## 역사
창빈 향의 옛 이름은 가주만(加走灣)이며 그 유래로는 2가지 설이 전하고 있다. 하나는 아미어가 전화되었다는 것으로 아메이족이 투쟁 시에 마련한 '망루'를 의미한다는 것이다. 또 하나는 아메이족이 사낭터에서 수렵을 행한 후, 사냥감을 거주지로 가지고 돌아갈 때 많은 바퀴벌레도 데리고 돌아갔다고 하여 '바퀴벌레'를 의미하는 대만어에 가까운 소리로서 가주(加走)가 이용되었다는 것이다. 한족의 진출은 광서 연간이 되고 나서 시작되었다.
일본 통치 시대에 이곳은 다이토 청의 관할이 되었고 가소완 장(加走湾庄)이 설치되었다. 1937년, 이곳의 해안선이 장대한 것에서 일본풍의 지명인 나가하마 장(長浜庄)으로 개칭되어, 다이토 청 신코 군으로 귀속되었다. 전후에는 타이둥 현 창빈 향으로 개편되어 현재에 이르고 있다.